# ستيفان يانوس
ستيفان يانوس (بالبولندية: Stefan Janus)‏ هو طيار بطل وضابط بولندي، ولد في 22 مارس 1910 في بولندا، وتوفي في 11 نوفمبر 1978 في East Farleigh ‏ في المملكة المتحدة.